# Монемвасия
Монемваси́я, также Монемвази́я (греч. Μονεμβασία) — византийская крепость и деревня в Греции. Располагается на одноименном острове, соединённом узкой дамбой с Пелопоннесом. Название крепости происходит от греческого «мони эмбасия» (μόνη ἐμπασία), что значит «один вход». Деревня находится на юге-востоке полуострова на побережье Эгейского моря. Входит в общину (дим) Монемвасия в периферийной единице Лакония в периферии Пелопоннес. Население 19 жителей согласно переписи 2011 года.
Павсаний описывает мыс Миноя (др.-греч. ἄκρα Μινῴα). Скала, на которой расположен город, образовалась в 375 году в результате сильнейшего землетрясения, упомянутого византийским историком Зосимом, серьёзно изменившего восточное побережье Лаконии. В 1971 году материк и скалу, на которой расположена деревня, соединили автомобильным мостом.
В период латинского господства был известен как Наполи-ди-Мальвазия (итал. Napoli di Malvasia) или Мальвазия (лат. Malvasia, греч. Μαλβαζία) и был центром торговли греческими винами, по имени города получившими название мальвазийские. Под названием мальвазии ныне известно греческое ликёрное вино и обширное семейство сортов винограда.

## История
Основным источником по истории основания и дальнейшего развития в ранее средневековое время является Монемвасийская хроника. В 550 году Велизарий, военачальник Юстиниана I оценил военный потенциал укрепления на скале. Первые жители Монемвасии пришли из Лаконии, спасаясь от нашествия авар, в 558 году во время правления императора Маврикия.
Святой Виллибальд, будущий ученик Бонифация, совершавший в 723 году паломничество в Рим и Иерусалим, записывает о своём плавании мимо Греции:

«И плывя оттуда, приплыли через Адриатическое море к городу Монемвасия, в земле славян, и оставили Коринф с левой стороны».
Судя по записи самая южная оконечность Пелопоннеса считалась в то время «землёй славян».
В правление Константина V в 746 году Феофан отмечает в городе пандемию, известную как Юстинианова чума и проникшую из Сицилии и Калабрии «подобно опустошительному пожару».
Около 878 года нижний город был укреплён и использовался в качестве базы византийского флота в войне с арабами. В 961 году Критский эмират прекратил существование и нападения арабов прекратились.
В 1147 году сицилийскими норманнами была предпринята неудачная попытка овладеть Монемвасией.
После падения Константинополя в 1204 году в ходе Четвёртого крестового похода Монемвасия оставалась свободной от завоевания. После трёхлетней осады крестоносцами под командованием Гийома II де Виллардуэна город сдался и в 1248 году вошёл в состав Ахейского княжества.
В битве при Пелагонии в 1259 году Гийом II де Виллардуэн был взят в плен Михаилом VIII Палеологом. Чтобы возвратить себе свободу, ахейский князь должен был по договору 1262 года уступить Византии Монемвасию, Майну и Мистру. Монемвасия стала центром войны с Ахейским княжеством. В Монемвасии высадилась армия Константина Палеолога, посланная из Константинополя Михаилом VIII Палеологом.
В 1292 году арагонский адмирал Руджеро ди Лауриа разрушил нижний город и вывез множество жителей, среди них женщин, умелых ткачих и шёлкопрядильщиц, в качестве пленников, в итальянскую Мессину.
Правитель Монемвасии Павел Мамон (Παύλος Μαμωνάς) был врагом деспота Феодора I Палеолога. В 1395 году Монемвасию захватили турки во главе с Омар-беем, генералом Баязида I, и передали её Палеологу. В 1397 году турецкая армия во главе с Якуб-пашой и Эвренос-беем захватила и разграбила Монемвасию. В 1401 году император Мануил II Палеолог по пути в Западную Европу оставил в Монемвасии императрицу с двумя детьми под защитой своего брата, деспота Феодора I.
Спустя 7 лет после захвата Константинополя, в 30 мая 1460 года крепость Мистра добровольно сдалась войскам Мехмета Завоевателя, Морейский деспотат прекратил существование. Жители Монемвасии обратились к папе Пию II с просьбой о покровительстве. В 1464 году город переходит под правление Венецианской республики.
В 1540 году Монемвасия была передана Османской империи венецианским дожем Пьетро Ландо в конце четвертой венецианско-турецкой войны. Жители покинули Монемвасию, она пришла в упадок.
В 1690 году город с суши и с моря осаждается венецианцами во главе с адмиралом Франческо Морозини и 18 августа турки заключают с венецианцами договор, по которому передают им Монемвасию. В Монемвасию возвращаются жители.
7 сентября 1715 года в ходе Второй Морейской войны Монемвасия без боя досталась Османской империи. Монемвасию покидают жители, она пришла в упадок.
В 1770 году Монемвасия была разрушена албанцами в ходе Пелопоннесского восстания и покинута жителями.
В марте 1821 года в ходе Греческой войны за независимость от Османской империи крепость была осаждена двумя тысячами повстанцев из числа жителей Лаконии и Кинурии во главе с Дзанетакидесом (Τζανετάκηδες), Григоракидесом (Γρηγοράκηδες) и Вузанарой (Βουζανάρα. 23 июля 1821 года после трёхмесячной осады крепость была захвачена повстанцами. Турецкий гарнизон при этом был полностью вырезан.

## Сообщество Монемвасия
В местное сообщество Монемвасия входят три населённых пункта. Население 1418 жителей по переписи 2011 года. Площадь 12,55 квадратного километра.
| Населённый пункт | Население (2011), человек |
| ---------------- | ------------------------- |
| Айия-Кириаки     | 100                       |
| Ефира            | 1299                      |
| Монемвасия       | 19                        |

## Население
| Год  | Население, человек |
| ---- | ------------------ |
| 1991 | 69                 |
| 2001 | 131                |
| 2011 | ↘ 19               |

## Достопримечательности
Церковь Святой Софии построена во время правления императора Андроника II Палеолога около 1150 года. Самое заметное сооружение Монемвасии. Расположена в верхнем городе на самой верхней точке скалы. Во время турецкого правления преобразовывалась в мечеть. Церковь отреставрирована в 1950-х годах.
Церковь Пресвятой Богородицы Хрисафитисы возведена в XV веке на месте более древней церкви. В церкви находится икона Панагии или Одигитрии 1150 года, давшая ему название. Название самой иконы происходит от лаконийской деревни Хрисафа (Χρύσαφα), где она находилась до появления в Монемвасии. Под церковью находится единственный в городе чудотворный источник, вода которого, согласно преданию, способствует зачатию детей. Во время турецкого владения церковь подвергалась разграблению и была превращёна в склад для пшеницы. На месте одного из строений была сооружена баня.
Церковь Пресвятой Богородицы Миртидиотиса построена в 1690 году во время второго венецианского правления.
Церковь Святого Николая построена в 1703 году во время венецианского правления. Впоследствии была разграблена турками. После Греческой революции 1821 года в течение многих лет использовалась в качестве начальной школы. В этой школе учился уроженец Монемвасии Яннис Рицис — знаменитый греческий поэт и участник греческого Сопротивления во время Второй мировой войны. В этом городе он и похоронен.
Кафедральный собор Распятия Христова (Элкоменос-Христос) был основан в 1293 году императором Андроником II Палеологом, после его визита в Монемвасию. Расположен на центральной площади города. Является самым большим храмом в городе.
В 1697 году собор был перестроен венецианцами.
Также здесь находятся церковь Святого Стефана XIX века, церковь Панагии или Критикьи XVIII века и церковь Святой Анны.
В 5 километрах к северо-западу в Пори (Πορί) на побережье находится одноименный пляж. В 6 километрах к северо-западу находятся руины древнего города Эпидавр Лимера (Επίδαυρος Λιμηρά). В 20 километрах к югу находится древний город Бойя (Βοιαί, Ватика, Βάτικα, ныне Неаполис, Νεάπολη).

## Уроженцы
- Фотий (ум. 1431) — митрополит Киевский и всея Руси, почитаемый Русской православной церковью в лике святителя.